# بني اشبل (أهل وادزا)
بني اشبل هي إحدى مشيخات المملكة المغربية، تتبع جغرافيا لإقليم تاوريرت وإداريًا لأهل وادزا. يقدر عدد سكانها بـ 732 نسمة حسب الإحصاء الرسمي للسكان والسكنى لسنة 2004.
ومن المؤلفين الذين أشاروا إلى قبيلة بني اشبل(أهل وادزا) ووادها "زا" باسم صاع ابن حوقل وهو يتحدث عن تاوريرت التي يعبر منها الواد العظيم مشيارا إلى القبائل المحيطة بالوادي: «ومنها إلى صاع مدينة لطيفة على واد عظيم يدخل جميع دورهم ويشق الصحراء إليهم مرحلة» عن كتابه «صورة الأرض». ووردت أيضا بهذا الاسم عند أبو عبيد البكري في إطار ذكره للمشهور من المدن والقرى على الطريق من مصر إلى برقة والمغرب:«والطريق إلى سجلماسة تخرج من وجدةإلى»صاع وهي قرية ذات نهر وثمار ومزارع.
فأما حديثا: فقد ألف كتاب من القبيلة كتبا في الشعر والقصة والرواية والنقد.. ذكروا فيها القبيلة ووادها العظيم "زا"، وكتبا أخرى تضم إشارات عنها، ومن بين هذه الكتب: رائحة البرتقال (هايكو)، وهي مجموعة شعرية للكاتب الحسين بنصناع تاعرابت، و كتاب الهايكو العربي "وادي زا"، الذي قدم له الكاتب الحسين بنصناع تاعرابت، وشارك فيه عدد من الكتاب من العالم العربي مثل: الشاعر المصري حسني التهامي، الشاعرة المصرية حنان عبد القادر، الشاعر المغربي سامح درويش... ومؤلفين اخرين أمثال محمد بوعصابة، وعبد الرحيم بلاحة..